# Ángeles Liboreiro
Ángeles Liboreiro Ramos (Vigo, 8 novembre 1956) è un'ex cestista spagnola.

## Carriera
Con la Spagna ha disputato tre edizioni dei Campionati europei (1974, 1976, 1978).